# HFX Wanderers FC
HFX Wanderers FC is een Canadese voetbalclub uit Halifax, Nova Scotia. De club is opgericht in 2018 speelt in de Canadian Premier League. HFX Wanderers FC speelt de thuiswedstrijden in de Wanderers Grounds.

## Resultaten
In 2020 eindigde HFX Wanderers FC op een tweede plaats in de competitie. Ze bereikten uiteindelijk de finale van de play-offs, die ze echter verloren van Forge FC. In 2021 en 2022 bereikten ze de kwartfinale van het Canadian Championship.
| 2019 | CPL | 7e | 28 | Niet gekwalificeerd | –                         | 3e kwalificatieronde | – |
| 2020 | CPL | 2e | 12 | Finale              | 2-0 verloren van Forge FC | Niet gekwalificeerd  | – |
| 2021 | CPL | 6e | 35 | Niet gekwalificeerd | –                         | Kwartfinale          | – |
| 2022 | CPL | 7e | 29 | Niet gekwalificeerd | –                         | Kwartfinale          | – |
| 2023 | CPL | 3e | 42 | Kwartfinale         | –                         | Voorronde            | – |

## Seizoen 2019

### Selectie
| Keepers       |                    |                      |              |
| 21            | Trinidad en Tobago | Jan-Michael Williams | Keeper       |
| 50            | Canada             | Christian Oxner      | Keeper       |
| Verdedigers   |                    |                      |              |
| 2             | Duitsland          | Peter Schaale        | Verdediger   |
| 3             | Frankrijk          | André Bona           | Verdediger   |
| 4             | Algerije           | Chakib Hocine        | Verdediger   |
| 6             | Canada             | Chrisnovic N'Sa      | Verdediger   |
| 20            | Canada             | Ndzemdzela Langwa    | Verdediger   |
| 24            | Canada             | Alex De Carolis      | Verdediger   |
| 25            | Canada             | Zachary Sukunda      | Verdediger   |
| Middenvelders |                    |                      |              |
| 5             | Trinidad en Tobago | Elton John           | Middenvelder |
| 7             | Peru               | Juan Diego Gutiérrez | Middenvelder |
| 8             | Canada             | Elliot Simmons       | Middenvelder |
| 9             | Japan              | Kodai Iida           | Middenvelder |
| 11            | Trinidad en Tobago | Akeem Garcia         | Middenvelder |
| 13            | Ivoorkust          | Kouamé Ouattara      | Middenvelder |
| 15            | Canada             | Scott Firth          | Middenvelder |
| 18            | Trinidad en Tobago | Andre Rampersad      | Middenvelder |
| Aanvallers    |                    |                      |              |
| 10            | Colombia           | Luis Alberto Perea   | Aanvaller    |
| 12            | Canada             | Mohamed Kourouma     | Aanvaller    |
| 14            | Canada             | Vincent Lamy         | Aanvaller    |
| 17            | Canada             | Tomasz Skublak       | Aanvaller    |
| 22            | Saoedi-Arabië      | Abd-Al-Aziz Yousef   | Aanvaller    |